# Javier Serrano
Javier Serrano Rodríguez (17 april 2001) is een Spaans wielrenner die in 2023 prof werd bij EOLO-Kometa. Zijn oudere broer Gonzalo is ook wielrenner.

## Carrière
In 2022 werd Serrano, namens de opleidingsploeg van EOLO-Kometa, elfde in Gent-Wevelgem/Kattekoers-Ieper. Later dat jaar werd hij veertiende in de Ronde van Lombardije voor beloften.
In 2023 werd Serrano prof bij EOLO-Kometa, dat hem na één jaar overhevelde vanuit hun opleidingsploeg. In maart van dat jaar werd hij veertiende in Milaan-Turijn. In de tweede etappe van de Ronde van Oostenrijk sprintte hij, achter Jhonatan Narváez en Gianni Vermeersch, naar de derde plek. Op het Europese kampioenschap nam hij deel aan de wegwedstrijd voor beloften, maar reed deze niet uit.

## Resultaten in voornaamste wedstrijden
|      | \| Jaar \| Strade Bianche \| \| ---- \| -------------- \| \| 2025 \| opgave \| |
| Jaar | Strade Bianche                                                                 |
| 2025 | opgave                                                                         |

## Ploegen
- 2023 –  EOLO-Kometa
- 2024 –  Team Polti Kometa
- 2025 –  Team Polti VisitMalta

Albanese · D. Bais · M. Bais · Bevilacqua · Fancellu · Fetter · Fortunato · Garosio · Gavazzi · Lonardi · Maestri · Á. Martín · D. Martín · Pietrobon · Piganzoli · Raccani (tot 9/8) · Rivi · Serrano · Sevilla · Tercero · De Cassan (stagiair) · Muñoz (stagiair)
D. Bais · M. Bais · De Cassan · Double · Fabbro · Fetter · Garosio · Gómez · Lonardi · Maestri · Á. Martín · D. Martín · Muñoz · Peñalver · Pietrobon · Piganzoli · Restrepo · Serrano · Sevilla · Tercero · Bagnara (stagiair) · Buttigieg (stagiair)  · Raccagni (stagiair)